# Shinji Nakano
Shinji Nakano va ser un pilot de curses automobilístiques japonès que va arribar a disputar curses de Fórmula 1. Va néixer l'1 d'abril del 1971 a Osaka, Japó.

## A la F1
Shinji Nakano va debutar a la primera cursa de la temporada 1997 (la 48a temporada de la història) del campionat del món de la Fórmula 1, disputant el 9 de març del 1997 el G.P. d'Austràlia al circuit de Melbourne.
Va participar en un total de trenta-tres curses puntuables pel campionat de la F1 disputades en dues temporades consecutives (1997 - 1998) aconseguint una sisena posició com millor classificació en una cursa (en dues ocasions) i assolí dos punts vàlids pel campionat del món de pilots.

## Resultats a la Fórmula 1
| Any  | Equip                      | Xassís  | Motor       | 1       | 2       | 3       | 4       | 5       | 6       | 7     | 8       | 9      | 10     | 11      | 12      | 13     | 14      | 15      | 16      | 17     | Posició | Punts |
| ---- | -------------------------- | ------- | ----------- | ------- | ------- | ------- | ------- | ------- | ------- | ----- | ------- | ------ | ------ | ------- | ------- | ------ | ------- | ------- | ------- | ------ | ------- | ----- |
| 1997 | Prost Gauloises Blondes    | Prost   | Mugen-Honda | AUS 7   | BRA 14  | ARG Ret | SMR Ret | MON Ret | ESP Ret | CAN 6 | FRA Ret | GBR 11 | ALE 7  | HUN 6   | BEL Ret | ITA 11 | AUT Ret | LUX Ret | JAP Ret | EUR 10 | 18è     | 2     |
| 1998 | Fondmetal Minardi Team SpA | Minardi | Ford        | AUS Ret | BRA Ret | ARG 13  | SMR Ret | ESP 14  | MON 9   | CAN 7 | FRA 17  | GBR 8  | AUT 11 | ALE Ret | HUN 15  | BEL 8  | ITA Ret | LUX 15  | JAP Ret |        | -       | 0     |

### Resum
| Curses: | Victòries: | Pòdiums: | Poles: | Voltes ràpides: | Punts: |
| ------- | ---------- | -------- | ------ | --------------- | ------ |
| 33 (33) | 0          | 0        | 0      | 0               | 2      |